# Moreno Helmy
Moreno Helmy, né en 1968, est un musicien vaudois, saxophoniste, enseignant et compositeur.

## Biographie
Moreno Helmy s'initie à la musique en étudiant la clarinette et le solfège au Conservatoire de Lausanne, où il passe sept ans entre 1970 et 1976. Il complète cette formation en classe professionnelle de saxophone, d'arrangement et de piano à la Swiss Jazz School de Berne jusqu'en 1978. Sa carrière de musicien se partage entre l'enseignement et les concerts.
De 1981 à 1982, Moreno Helmy se produit dans toute l'Europe avec l'ensemble Argentina 73. Cette expérience de saxophoniste dans un groupe de variété est un premier pas vers le jazz, et le conduit à former 2ND Version en compagnie de quatre autres musiciens. L'ensemble joue de 1982 à 1986, enregistrant même un 33 tours. Moreno Helmy collabore ensuite avec le guitariste de jazz Bertrand Gallaz au sein des projets Intraphonique, qui regroupe quatre musiciens entre 1987 et 1989, puis Soul Syndrom, qui connaît un certain succès de 1989 à 1991, avec près de cent concerts en Suisse et un CD. 
Il forme ensuite le groupe Urgent Feel, qui devient Urgent Feel Soul Project en 1996, avec lequel il fait la première partie de Keziah Jones au Festival de jazz de Montreux de 1998. Il est surtout le cofondateur, avec le guitariste Eugene Montenero, de l'ensemble B.Connected, avec lequel il joue de 1996 à 2006, enregistrant cinq albums, dont deux live en Asie, et effectuant 3 tournées en Asie, en Afrique du Nord, ainsi que dans toute l'Europe. S'il donne très vite des cours privés ou dans des ateliers de jazz de la région vaudoise, Moreno Helmy n'est en revanche pas né pédagogue. Il choisit en effet l'enseignement avant tout pour pouvoir bénéficier d'un revenu de base qui lui permette, en retour, de laisser libre cours à sa créativité et à son instinct dans le domaine musical. Il enseigne de 1982 à 2008 le saxophone à l'école de jazz et de musique actuelle (EJMA) de Sion, puis devient en 1995 directeur de l'école Jazz Actuel Concept d'Yverdon-les-Bains, où il enseigne également le saxophone.
Actuellement, Moreno Helmy poursuit ses activités de pédagogue et de musicien. L'école Jazz Actuel Concept est devenue en 2006 la section jazz du Conservatoire du Nord vaudois. Il en devient le coordinateur de la section jazz. Côté musique, il fonde en 2006 le Moreno Helmy Funker's Big Band, réunissant dix-sept musiciens qu'il dirige dans l'exploration d'un répertoire funk. Il vit actuellement à Chapelle-sur-Moudon.

## Sources
- « Moreno Helmy », sur la base de données des personnalités vaudoises sur la plateforme « Patrinum » de la Bibliothèque cantonale et universitaire de Lausanne.
- Brocard, Vincent, "Les Paris de B. Connected", Tribune - Le Matin, 1998/02/06
- B.connected, Perfect Blend, Fribourg, Disques Office, 2002, cote BCUL: DCV 198.